# Erich Garhammer
Erich Garhammer, né le 14 mai 1951 à Ulrichsreuth, aujourd'hui partie de la commune de Röhrnbach, est un prêtre et théologien catholique allemand. En tant que successeur de Rolf Zerfaß, il est de 2000 à 2017 professeur de théologie catholique à l'Université de Wurtzbourg.

## Biographie
Erich Garhammer étudie la théologie et les lettres (germanistique) à l'Université de Ratisbonne. En 1979, il est ordonné prêtre. Sa thèse s'intitule Seminaridee und Klerusbildung bei Karl August Graf von Reisach. Eine pastoralgeschichtliche Studie zum Ultramontanismus des 19. Jahrhunderts.
De 1991 à 2000, il tient la chaire de théologie pastorale et d'homilétique à la faculté de théologie de Paderborn, et à partir de l'an  2000 à la faculté de théologie de l'Université de Wurtzbourg. Il devient professeur émérite en 2017. En 2004, il est rédacteur en chef du journal Lebendige Seelsorge et il est coéditeur de la série Studien zur Theologie und Praxis der Seelsorge.
Sa passion est d'établir un pont entre la théologie, la littérature et la poésie. Il fait venir des écrivains à ses conférences ou séminaires comme Arnold Stadler, Reiner Kunze, Petra Morsbach, Andreas Maier, Sibylle Lewitscharoff, Arno Geiger, Navid Kermani, Ralf Rothmann ou Hanns-Josef Ortheil, comme au  « LIT.fest münchen 2015 »,, ou par exemple dans le cadre du projet artistique Freude und Hoffnung, Trauer und Angst de la conférence épiscopale allemande,.
Garhammer est signataire du mémorandum Kirche 2011: Ein notwendiger Aufbruch.

## Distinctions
À l'occasion de son 65e anniversaire, les rédacteurs en chef de  Lebendigen Seelsorge  lui ont dédié le numéro de février 2016 avec le titre Resonanz.
En 2019, il reçoit le Predigtpreis pour son œuvre .

## Publications
- Erzähl mir Gott. Theologie und Literatur auf Augenhöhe, Würzburg 2018
- Zweifel im Dienst der Hoffnung. Poesie und Theologie, Würzburg 2011 (2. Auflage 2013)
- Zölibat – zwischen Charisma und Zwang, Würzburg 2011
- Scheidung – Wiederheirat – von der Kirche verstoßen? Für eine Praxis der Versöhnung, (avec F. Weber), Würzburg 2012
- Literatur im Fluss. Brücken zwischen Poesie und Religion, Regensburg 2014
- Heiße Fragen – coole Antworten. Überraschende Blick auf Kirche und Welt, Würzburg 2016 (2e éd. 2016)
- Dem Neuen trauen.  Perspektiven künftiger Gemeindearbeit, Graz – Wien – Köln 1996
- Verkündigung als Last und Lust. Eine praktische Homiletik, Regensburg 1997
- Adam, wer bist du?  Männer der Bibel bringen sich ins Wort, (avec K. Baumgartner), München 1999
- Am Tropf der Worte. Literarisch predigen, Paderborn 2000
- Schreiben ist Totenerweckung. Literatur und Theologie, (avec Georg Langenhorst), Würzburg 2005
- Brennender Dornbusch und pfingstliche Feuerzungen. Biblische Spuren in der modernen Literatur (avec Udo Zelinka), Bonifatius-Verlag, Paderborn 2003,  (ISBN 3-89710-227-7), (Einblicke 7)

## Source de la traduction
- (de) Cet article est partiellement ou en totalité issu de l’article de Wikipédia en allemand intitulé « Erich Garhammer » (voir la liste des auteurs).